# Selaginella palmiformis
Selaginella palmiformis är en mosslummerväxtart som beskrevs av Arthur Hugh Garfit Alston, Crabbe och Jermy. Selaginella palmiformis ingår i släktet mosslumrar, och familjen mosslummerväxter. Inga underarter finns listade i Catalogue of Life.